# Oncidium sphacelatum
Oncidium sphacelatum là một loài phong lan có ở México tới Trung Mỹ, đông nam Venezuela.

## Hình ảnh

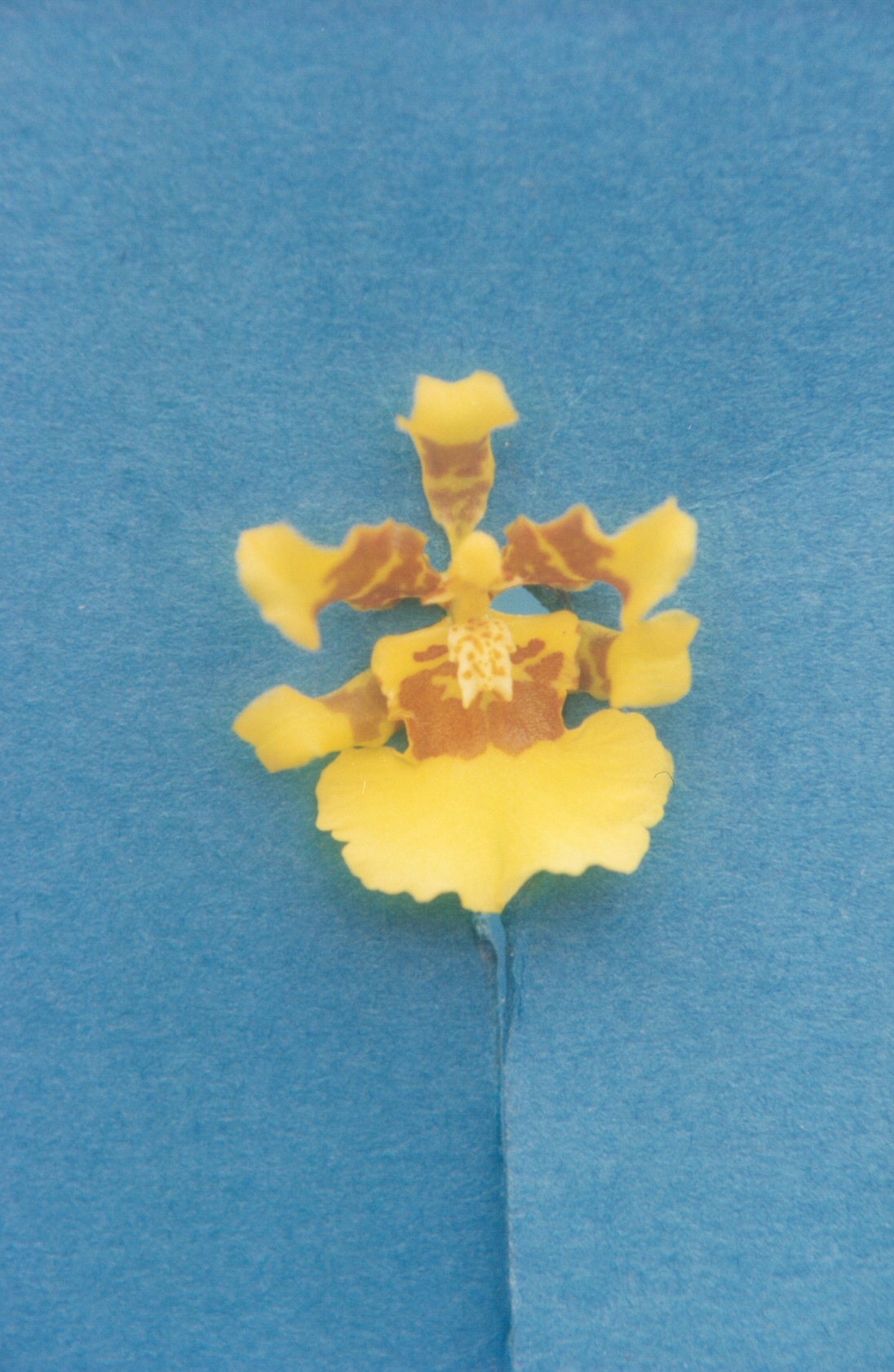
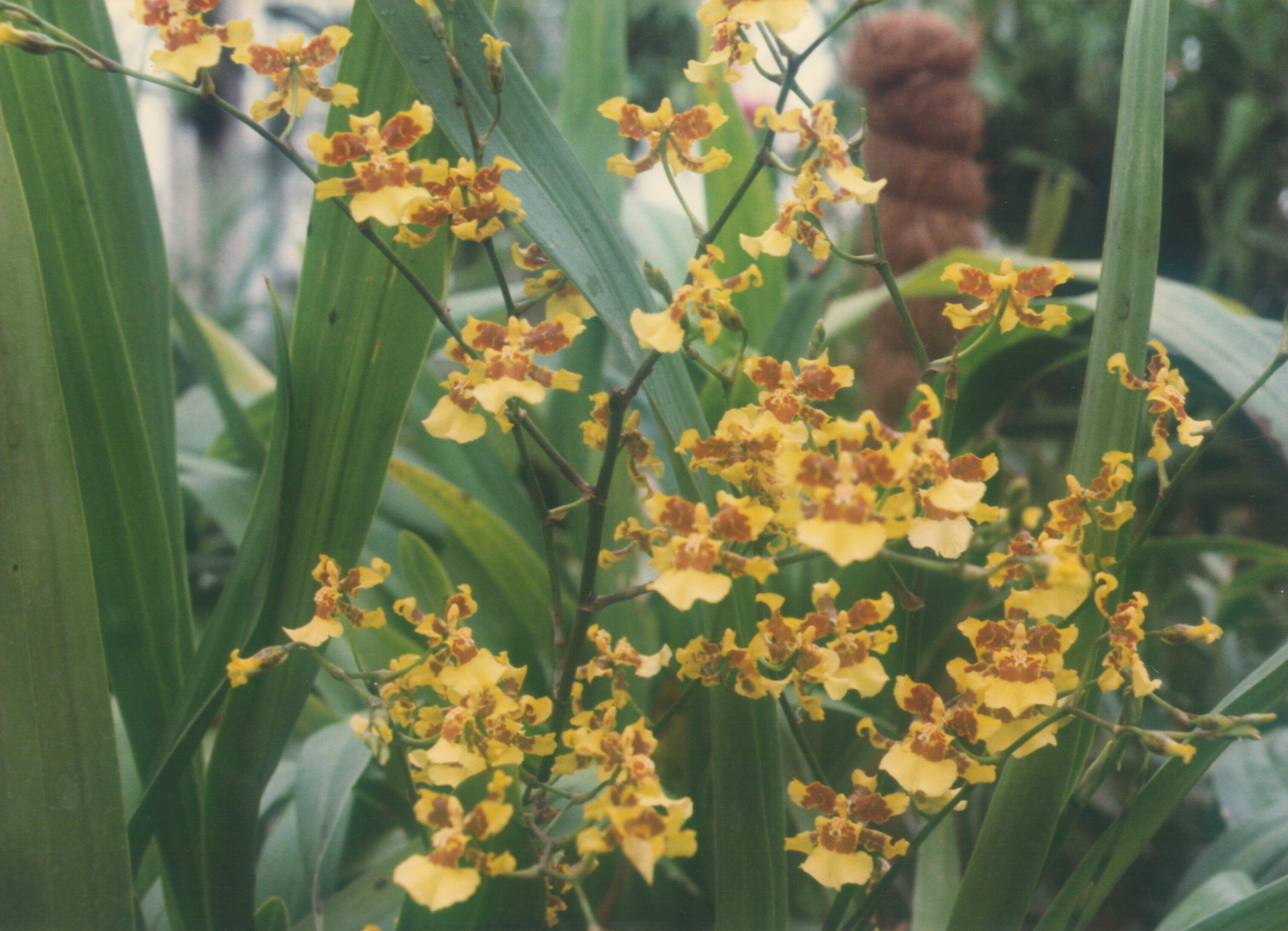
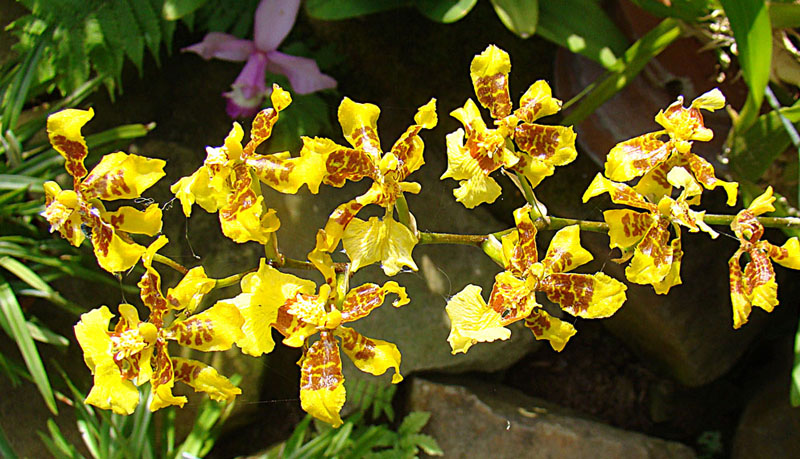
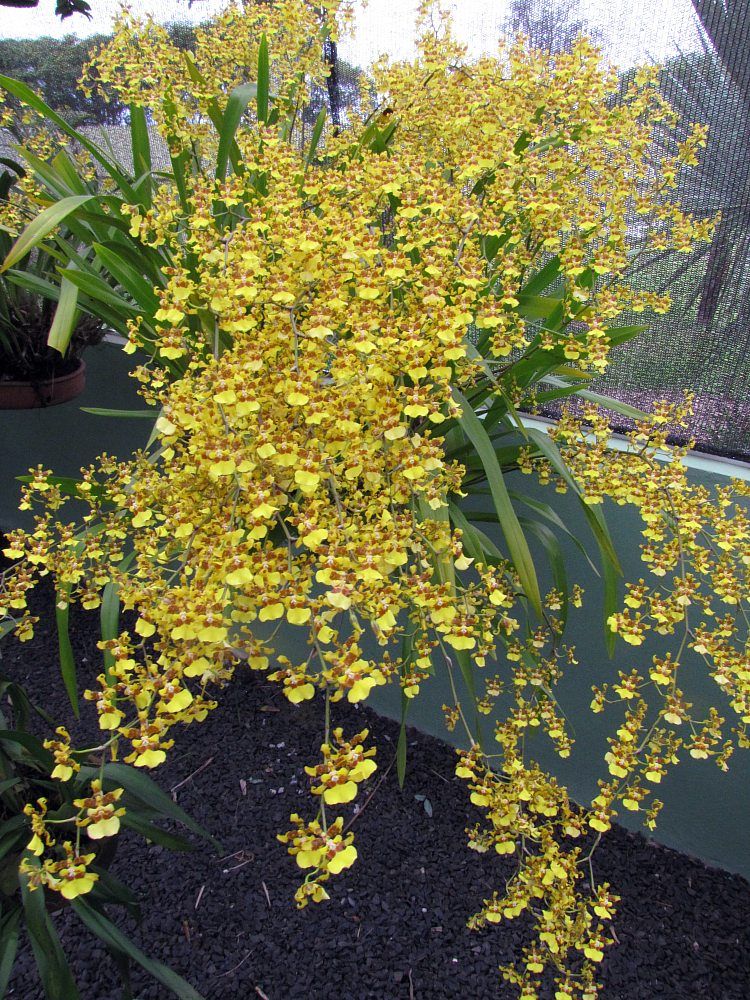